# 94 км (зупинний пункт, Придніпровська залізниця, Керч-Порт)
94 кіломе́тр — залізничний пасажирський зупинний пункт Кримської дирекції залізничних перевезень Придніпровської залізниці.
Розташований у місті Керч (місцевість Японка (Катерлез), АР Крим на лінії Керч — Керч-Порт між станціями Керч (4 км) та Керч-Порт (1 км).
Станом на серпень 2019 р. пасажирське сполучення відсутнє.